# حكومة عبد الله اليافي السادسة
الحكومة اللبنانية الثالثة والعشرون بعد الاستقلال، والثامنة بعهد الرئيس كميل شمعون، وهي سادس حكومة يترأسها عبد الله اليافي (الرابعة بعد الاستقلال). شكلت الحكومة بموجب المرسوم رقم 11777 بتاريخ 19 آذار / مارس 1956، ونالت الثقة ب24 صوتاً ضد 14 صوتاً وامتناع 2. واستقالت بتاريخ 8 حزيران / يونيو 1956.

## أعضاء الحكومة
- عبد الله اليافي رئيساً لمجلس الوزراء ووزيراً للداخلية.
- إميل بستاني وزيراً للأشغال العامة ووزيراً للتصميم العام.
- جورج حكيم وزيراً للاقتصاد الوطني ووزيراً للتربية الوطنية.
- محمد صبرا وزيراً للأنباء ووزيراً للبرق والبريد والهاتف.
- سليم لحود وزيراً للخارجية والمغتربين ووزيراً للعدلية.
- مجيد أرسلان وزيراً للدفاع الوطني.
- جوزيف سكاف وزيراً للزراعة.
- نزيه البزري وزيراً للشئون الاجتماعية ووزيراً للصحة العامة.
- جورج كرم وزيراً للمالية.
- صائب سلام وزير دولة للشئون العربية والبترول.

## وصلات خارجية
- موقع رئاسة مجلس الوزراء الرسمي